# Neoavanguardia

La neoavanguardia (ce qui pourrait se traduire « nouvelle avant-garde » en français) est un mouvement littéraire italien du XXe siècle qui se caractérise par la forte tension dans l'expérimentation formelle.
Le terme avanguardia, en italien, désigne l'ensemble des mouvements artistiques d'avant-garde du XXe siècle : symbolisme, fauvisme, cubisme, futurisme, expressionnisme, dadaïsme, etc. Mouvement essentiellement italien, la neoavanguardia est postérieure (elle commence dans les années 1960). Elle s'intéresse surtout à la poésie et un peu à la prose. Elle part des recherches de la revue dirigée par Luciano Anceschi (it), Il Verri (it).
Parmi les écrivains qui ont collaboré à ce mouvement, on peut citer : Nanni Balestrini, Edoardo Sanguineti, Umberto Eco, Antonio Porta, Giorgio Manganelli, Luigi Malerba, Francesco Leonetti, Franco Lucentini et Amelia Rosselli.

## Caractéristiques
Il n'est pas facile de définir le programme de la neoavanguardia, à cause des différences entre les différents écrivains. Ils ont toutefois en commun de refuser le néocapitalisme (en). Ils méprisent l'intimisme (it) crépusculaire, qui domine alors la poésie italienne.
La neoavanguardia a des points communs avec le futurisme. On doit aux théoriciens du mouvement une revalorisation du futurisme italien. Les nouveaux poètes, suivant l'exemple des modernistes anglais, comme T. S. Eliot et Ezra Pound, opposent le langage quotidien à celui rationnel et froid du néocapitalisme, et en arrivent à une utilisation du langage définie comme « parodique ». Ils manipulent le langage de façon anarchique et le désacralisent dans la certitude que c'est la seule façon possible de réformer les codes linguistiques et dans le même mouvement ceux du comportement, en éliminant toute falsification idéologique.
Le mouvement réduit l'art à un jeu gratuit et assume une poésie de la non-signification. La provocation liée au non-sens linguistique était censée inviter à une refondation entremêlant littérature et idéologie, mais en mettant avant tout en avant les rapports entre êtres humains. Le caractère expérimental de la neoavanguardia a eu des effets également sur la prose en plus de la poésie.

## I novissimiet leGruppo '63
Le groupe 63 se construit autour de la revue Il Verri et de l'anthologie I Novissimi (parue chez Paolazzi en 1961). Il se réunit pour la première fois en 1963 à proximité de Palerme.
Contre cette nouvelle avant-garde pleuvent de nombreuses accusations : formalistes irrationnels, décadents, dangereux révolutionnaires, marxistes incurables, arrière-garde de l'avant-garde, futuristes à retardement...
Contrairement à d'autres mouvements précédents, il n'y a pas de représentation officielle ni de manifeste. Chaque membre du groupe agit et parle à son propre compte.